# Olios nossibeensis
Olios nossibeensis är en spindelart som beskrevs av Embrik Strand 1907. Olios nossibeensis ingår i släktet Olios och familjen jättekrabbspindlar.
Artens utbredningsområde är Madagaskar. Inga underarter finns listade i Catalogue of Life.